# Kompleks I
Kompleks I je encim dihalne verige, ki katalizira redoksno reakcijo med NADH in ubikinonom ter sproščeno energijo porablja za črpanje štirih protonov. Je eden izmed največjih respiratornih kompleksov saj je pri sesalcih zgrajen iz skupno 45 podenot in ima maso skoraj 1 MDa. Encim je sestavljen iz dveh krakov, membranskega kraka, ki je odgovoren za črpanje protonov in perifernega kraka, ki je odgovoren za redoksno reakcijo in prenos elektronov med NADH in ubikinonom. Prenos elektronov katalizira urejena veriga osmih do devetih FeS kofaktorjov, prenos protonov pa se dogaja v antiporterjem podobnih podenotah membranskega kraka.  

## Struktura kompleksa I
Reševanje strukture kompleksa I je trajalo več desetletij, saj je morala najprej dozoreti tehnologija kristalografije velikih membranskih proteinov, obenem pa je bila kristalizacija kompleksa I zelo zahtevna. Prvi pomemben premik se je zgodil leta 2006, ko je bila objavljena kristalna struktura perifernega kraka kompleksa I iz termofilne bakterije Thermus thermophilus, ki ji je sledila struktura membranskega kraka kompleksa I iz bakterije E. coli leta 2011 in nazadnje struktura celotnega kompleksa I iz Thermus thermophilus leta 2013. Kompleks I iz evkariontskih organizmov ne tvori urejenih kristalov, ki bi omogočali reševanje struktur visoke resolucije. Strukture sesalčjih kompleksov I iz različnih vrst so bile tako razvozlane šele od leta 2016 naprej s tehnologijo elektronske kriomikroskopije. Generalna struktura in verjetno tudi mehanizem se med bakterijskim in sesalčjim kompleksom I ne razlikujeta, sesalčji kompleks I vsebuje večje število dodatnih podenot, katerih vloga je predvsem zagotavljanje večje stabilnosti in bolj robustne regulacije encima.